# 天雷 (航空機)
中島 J5N 天雷
- 用途：戦闘機
- 分類：局地戦闘機
- 設計者：中村勝治・大野和男
- 製造者：中島飛行機
- 運用者： 大日本帝国（日本海軍）
- 初飛行：1944年7月
- 生産数：6機

天雷（てんらい）は、日本海軍の戦闘機。記号は「J5N」。

## 歴史
横須賀海軍航空隊のテストパイロットであった小福田晧文によれば、「天雷」は「十三試双発陸上戦闘機（月光・二式陸上偵察機の試作機）」から始まっているという。支那事変において、大距離出撃は航法・通信能力の面で戦闘機隊単独では困難であったことから、戦闘機とほぼ同じ空中戦闘能力を持ち、航法・通信能力・航続力のある飛行機、いわば誘導戦闘機というようなものが必要になった。こうした戦訓から日本海軍は「十三試双発陸上戦闘機」という名前の新型機の開発を決めた。1941年、試作第一号機が完成。この飛行機は千二百馬力の発動機を2個つけ、乗員はパイロット、ナビゲーター、通信兼射手の三名、武装は前方に7.7ミリ固定機銃2挺、後方に遠隔操作方式の7.7ミリ連装機銃4挺を装備していた。戦闘機隊のリーダー機として奥地遠距離への攻撃を行う目的で、誘導のほかに状況に応じて敵戦闘機と空戦を行うという構想だったが、機体が予想外に重くなり、実験してみると予想通りの性能は出なかった。後に「月光」という名前は付いたが、日米開戦時には、航空機も純粋な機種に絞って増産され、このようなアイデア機への要望は低くなっていた。
1943年1月、後の局地戦闘機にあたる乙種戦闘機の試作を中島飛行機に命じた。これが十八試局地戦闘機「天雷」（J5N1）である。海軍が出した要求は
- エンジン：誉21型 1,990馬力2基
- 最大速度：667km/h（高度6,000～6,500m）
- 上昇力：6,000mまで6分以内、上昇限度11,000m
- 武装：20mm機銃と30mm機銃を各2挺装備

そのほか、操縦席や燃料タンクなどは十分に防弾装備を行うこと、軽快な操縦性を有することなど、厳しい要求であった。これに対して中島飛行機は、機体の小型軽量化を図りファウラー式二重フラップと前縁スラットを導入するなどの工夫を行い、計画からわずか1年2ヶ月で試作一号機を完成させた。
試験飛行では他の誉エンジン装備機同様、振動、油漏れなどによる出力不調に悩まされることになった。加えてフラップとエンジン・ナセルとの相関形態からナセル・ストールが発生し、最大速度が思うように上昇しなかった。エンジンナセル部分については整形改修が行なわれたが大きな改善は見られず、最大速度は597km/hに留まり、上昇力も高度6,000mまで8分かかるなど要求値を下回るものだった。また、海軍側の過剰な要求により、重量過大になってしまったことも性能低下につながった。
操縦性は良好だったもののその他の性能は海軍の要求値を大きく下回ったため、1944年（昭和19年）秋に行われた海軍の試作機の開発対象絞込みに引っかかり、試作機が6機作られただけで開発は中止された。なお、5号機、6号機は複座型に改造され、武装も30mm機銃を2門斜めに設置した夜間戦闘機型としてテストされた。また、斜め銃は3号機にも装備されていた。
戦後、アメリカに接収され機体の一部がポール・E・ガーバー復元・維持・管理施設に保管されている。

## 諸元
J5N1　説1
| 制式名称     | 天雷                                                      | 天雷                                                      |
| 試作名称     | J5N1単座型                                                | J5N1複座型                                                |
| ------------ | --------------------------------------------------------- | --------------------------------------------------------- |
| 全幅         | 14.50m                                                    | 14.50m                                                    |
| 全長         | 11.50m                                                    | 11.50m                                                    |
| 全高         | 3.51m                                                     | 3.51m                                                     |
| 翼面積       | 32m2                                                      | 32m2                                                      |
| 翼面荷重     | 225kg/m2                                                  | 228kg/m2                                                  |
| 自重         | 5,000kg                                                   | 5,390kg                                                   |
| 正規全備重量 | 7,200kg                                                   | 7,300kg                                                   |
| 発動機       | 誉（離昇1,800馬力）2基                                    | 誉（離昇1,800馬力）2基                                    |
| プロペラ     | VDM社製の定速4翅                                          | VDM社製の定速4翅                                          |
| 最高速度     | 597km/h（高度5,600m）                                     | 597km/h（高度5,600m）                                     |
| 上昇力       | 5,000mまで4分26秒                                         | 5,000mまで4分26秒                                         |
| 上昇限度     | 11,300m                                                   | 11,300m                                                   |
| 航続距離     | 1,482km 2,740km（落下式増槽装備時）                       | 1,482km 2,740km（落下式増槽装備時）                       |
| 武装         | 胴体 30mm機銃 2挺 主翼 20mm機銃 2挺 後席 30mm上方斜銃 2挺 | 胴体 30mm機銃 2挺 主翼 20mm機銃 2挺 後席 30mm上方斜銃 2挺 |
| 爆装         | 不明                                                      | 不明                                                      |
| 総生産数     | 6機                                                       | 6機                                                       |

J5N1　説2
- 乗員:1名（2名）
- 発動機:中島誉21型空冷2重星形18気筒　出力1990馬力
- 全長:11.46m
- 全幅:14.40m
- 全高: 6.27m
- 主翼面積： 32.00m2
- プロペラ:H.S.定・3翅
- 全装備重量:7,300Kg
- 最高速度:597km/h
- 航続距離:2,720km
- 実用上昇限度：10,800m
- 武装：20mm機銃×2・30mm機銃×2

## 登場作品
『War Thunder』
重戦闘機ツリーにプレイヤーが操縦できる機体として登場。
『鋼鉄の咆哮シリーズ』
Windows版の第一作目から『鋼鉄の咆哮２ ウォーシップコマンダー』まで、兵器開発タイプで日本型を選んだ場合に使用可能。